# Kim Seol-hyun
Kim Seol-hyun (김설현?, 金雪炫?, Gim Seol-hyeonLR, Kim SŏlhyŏnMR; Bucheon, 3 gennaio 1995) è una cantante, ballerina e attrice sudcoreana, membro del gruppo musicale AOA.

## Biografia
Kim Seol-hyun nasce il 3 gennaio 1995 a Bucheon,  in Corea del Sud. Dopo aver studiato presso la Scuola Superiore delle Arti di Gyeonggi, frequenta la Kyung Hee University.

### AOA
Il 30 luglio 2012 Kim Seol-hyun compie il suo debutto come membro del gruppo musicale AOA, nel programma musicale M! Countdown della Mnet. Il gruppo esordisce con il singolo "Elvis", tratto dal mini album Angels' Story.

## Filmografia

### Cinema
- Gangnam Blues, regia di Yoo Ha (2015)
- Memoir of a Murderer, regia di Won Shin-yun (2017)
- The Great Battle, regia di Kim Kwang-sik (2018)

### Televisione
- Nae ttal Seo-yeong-i – serie TV (2012)
- Motnani Juuibo – serie TV (2013)
- Orange Marmalade – serie TV (2015)
- Click Your Heart – serie TV, cameo (2016)
- My Country: The New Age (나의 나라) – serie TV (2019)
- Light Shop (조명가게?, JomyeonggageLR) – serie TV, 8 episodi (2024)